# Rum Cove
Die Rum Cove (spanisch Caleta Martínez) ist eine Bucht an der Nordwestküste der westantarktischen James-Ross-Insel. Sie liegt zwischen den Tumbledown Cliffs und Kap Obelisk.
Das UK Antarctic Place-Names Committee benannte sie am 3. April 1984 in Anlehnung an die Benennung weiterer geografischer Objekte in der Umgebung, die nach alkoholischen Getränken benannt sind, nach dem Rum.